# Alexander Jakowlewitsch Liwschiz

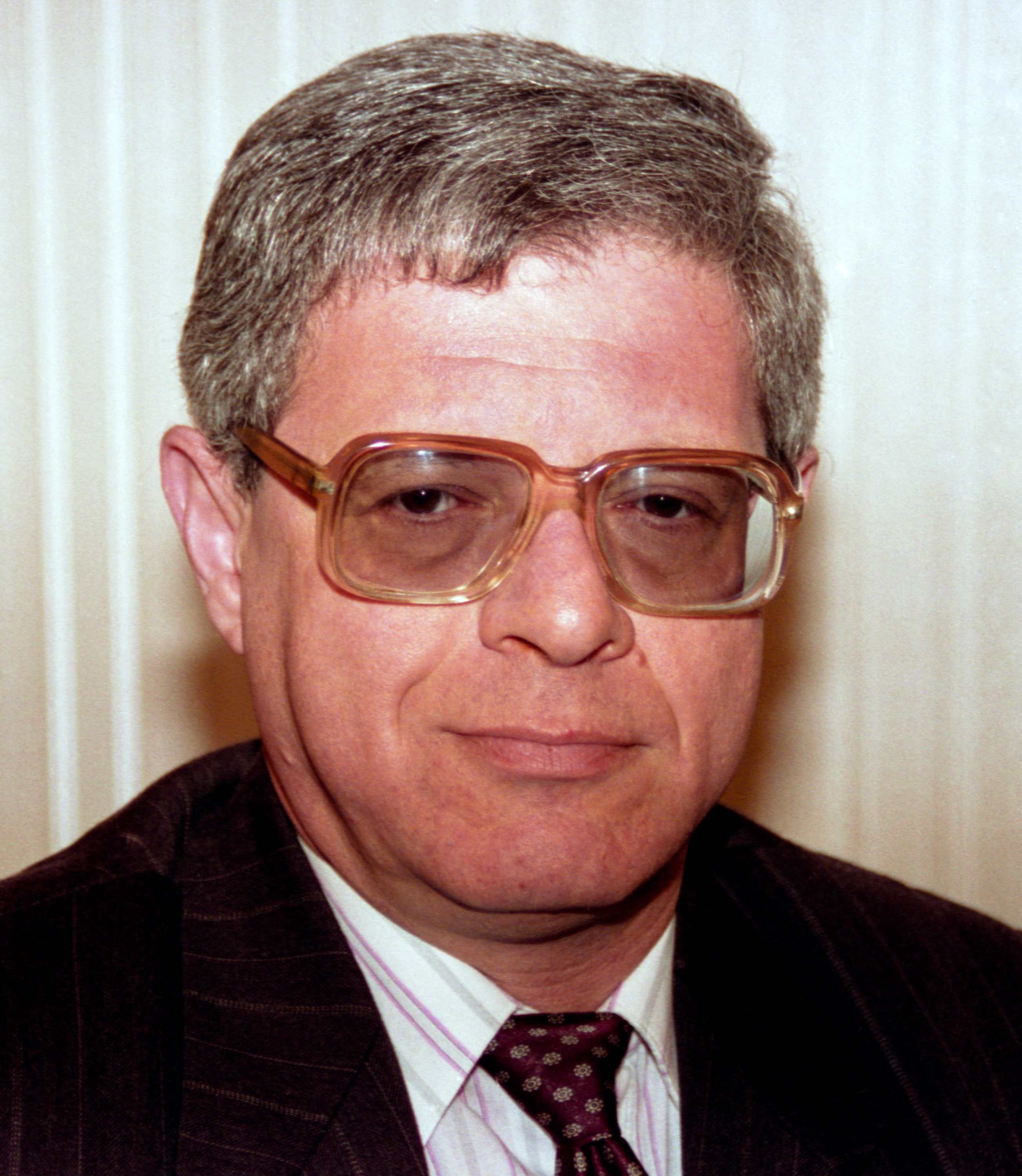
Alexander Jakowlewitsch Liwschiz, 1996

Alexander Jakowlewitsch Liwschiz (russisch Александр Яковлевич Лившиц; * 6. September 1946 in Berlin; † 25. April 2013 in Moskau) war ein russischer Wirtschaftswissenschaftler, Politiker und Wirtschaftsmanager, der zwischen 1996 und 1997 stellvertretender Ministerpräsident und Finanzminister der Russischen Föderation sowie von 2001 bis zu seinem Tod Vizepräsident von RUSAL war, dem weltweit größten Hersteller von Aluminium. Er war ein Wirklicher Staatsrat 1. Klasse der Russischen Föderation.

## Leben

### Familiäre Herkunft und Tätigkeiten in der Sowjetunion
Liwschiz war ein Sohn von Jakow Lasarewitsch Liwschiz, einem Offizier der Roten Armee sowie ein Neffe von Eduard Lasarewitsch Liwschiz, der zeitweise Vizeminister für Straßenverkehr und Autobahnen der Sowjetunion war und im Rahmen der Stalinschen Säuberungen am 24. November 1950 erschossen wurde.
Nach dem Ende seiner schulischen Ausbildung absolvierte er ein Studium an der Hochschule für Automatisierung und Telemechanik in Moskau und wurde 1966 Mitglied der KPdSU, der er bis zu deren Verbot nach dem Augustputsch in Moskau 1991 angehörte. In den 1970er Jahren absolvierte er ein postgraduales Studium auf dem Gebiet der Ökonomischen Kybernetik am G. W. Plechanow-Institut für Volkswirtschaft in Moskau. Nach Abschluss des Studiums wurde er 1974 Mitarbeiter am Institut für Werkzeugmaschinen, an dem er zuletzt bis 1992 Leiter der Abteilung für Politische Ökonomie war.

### Mitarbeiter von Boris Jelzin, Vizeministerpräsident und Finanzminister
Nach dem Zusammenbruch der Sowjetunion und der Gründung der Russischen Föderation wurde er im April 1992 stellvertretender Leiter des Analytischen Zentrums der Präsidialverwaltung von Präsident Boris Jelzin und war als solcher seit September 1993 auch Mitglied einer Arbeitsgruppe für die analytische Bestimmungen zur Verfassungsreform. Im Anschluss fungierte Liwschiz vom 2. März 1994 bis zum 22. August 1996 als Leiter der Präsidialverwaltung und Wirtschaftsberater des Präsidenten.
Am 14. August 1996 ernannte Präsident Jelzin ihn zu einem der stellvertretenden Ministerpräsidenten in der Regierung von Ministerpräsident Wiktor Tschernomyrdin; dieses Amt übte Liwschiz bis zum 17. März 1997 aus. Zugleich wurde er als Nachfolger von Wladimir Georgijewitsch Panskow auch Finanzminister der Russischen Föderation und bekleidete diesen Posten ebenfalls bis zum 17. März 1997 und der Ablösung durch Anatoli Borissowitsch Tschubais.
Anschließend kehrte Liwschiz wieder in die Präsidialverwaltung zurück und war zwischen März 1997 und August 1998 stellvertretender Leiter der Präsidialverwaltung sowie zugleich seit Juli 1997 auch Vertreter von Präsident Jelzin im Nationalen Bankenrat. Er trat von diesen Ämtern im Zuge einer Finanzkrise zurück. Danach fungierte er seit August 1998 als Leiter der von der Präsidialakademie für Nationalwirtschaft und öffentliche Verwaltung herausgegebenen Zeitschrift Экономическая политика.
Zugleich übernahm er im November 1998 die Moderation der Sendung „Frag Liwschiz“ beim Fernsehsender NTW und verfasste zehn Jahre lang bis 2008 auch eine wöchentliche Kolumne für die Tageszeitung Iswestija.
Im Juni 1999 wurde er von Präsident Jelzin zum Minister für besondere Aufgaben des Präsidenten für die Gruppe der Acht ernannt und hatte diese Funktion bis zum Ende von Jelzins Amtszeit am 31. Dezember 1999 inne.
Für seine langjährigen Verdienste wurde er unter anderem mit dem Orden der Freundschaft ausgezeichnet.

### Wirtschaftsmanager
Nach seinem Ausscheiden aus der Regierung wechselte Liwschiz als Manager in die Wirtschaft und wurde 2000 zunächst Vorsitzender des Verwaltungsrates des Finanzinstituts Российский кредит. Am 2. Juli 2001 wurde er Direktor für Internationale Projekte und Sonderprojekte sowie stellvertretender Generaldirektor von RUSAL, das seit der Fusion mit der Siberian-Urals Aluminium Company (SUAL) im Jahre 2006 der weltweit größte Hersteller von Aluminium ist. Das Amt des Vizepräsidenten dieses Unternehmens bekleidete er bis zu seinem Tod.

## Veröffentlichungen
- Введение в рыночную экономику, 1996 (Einführung in die Marktwirtschaft)